# ابن المنير السكندري
'ابن المُنَيِّر السكندري' (620 - 683 هـ / 1223 - 1284 م) هو عالم وأديب، من أهل الإسكندرية.
هو أحمد بن محمد بن منصور وشهرته ابن المنير السكندري. ولي قضاء الإسكندرية وخطابتها مرتين.

## آثاره
من آثاره:
- «تفسير».
- «ديان خطب».
- «تفسير حديث الإسراء».
- «الانتصاف من الكشاف».
- «المتواري على أبواب البخاري» ، وطبع بتحقيق من صلاح الدين مقبول أحمد («مكتبة المعلا» - الكويت) وطبع أيضاً بتحقيق من علي حسن علي عبد الحميد («المكتب الإسلامي» - عمان الأردن و «دار عمَار» - بيروت لبنان، الطبعة الأولى 1411 هـ / 1990 م).